# أنتينا 3
أنتينا 3 هي قناة نلفزيونية إسبانية وهي جزء من مجموعة أتريسميديا أشتهرت عالمياً لعرضها مسلسل لا كاسا دي بابيل.